# آدولفو لوپز ماتئوس
آدولفو لوپز ماتئوس (انگلیسی: Adolfo López Mateos; زاده ۲۶ مهٔ ۱۹۰۹ – درگذشته ۲۲ سپتامبر ۱۹۶۹) سیاستمدار، و وکیل اهل مکزیک بود. وی از ۱۹۵۸ تا ۱۹۶۴ رئیس‌جمهور مکزیک بود.